# Cohors VII Raetorum

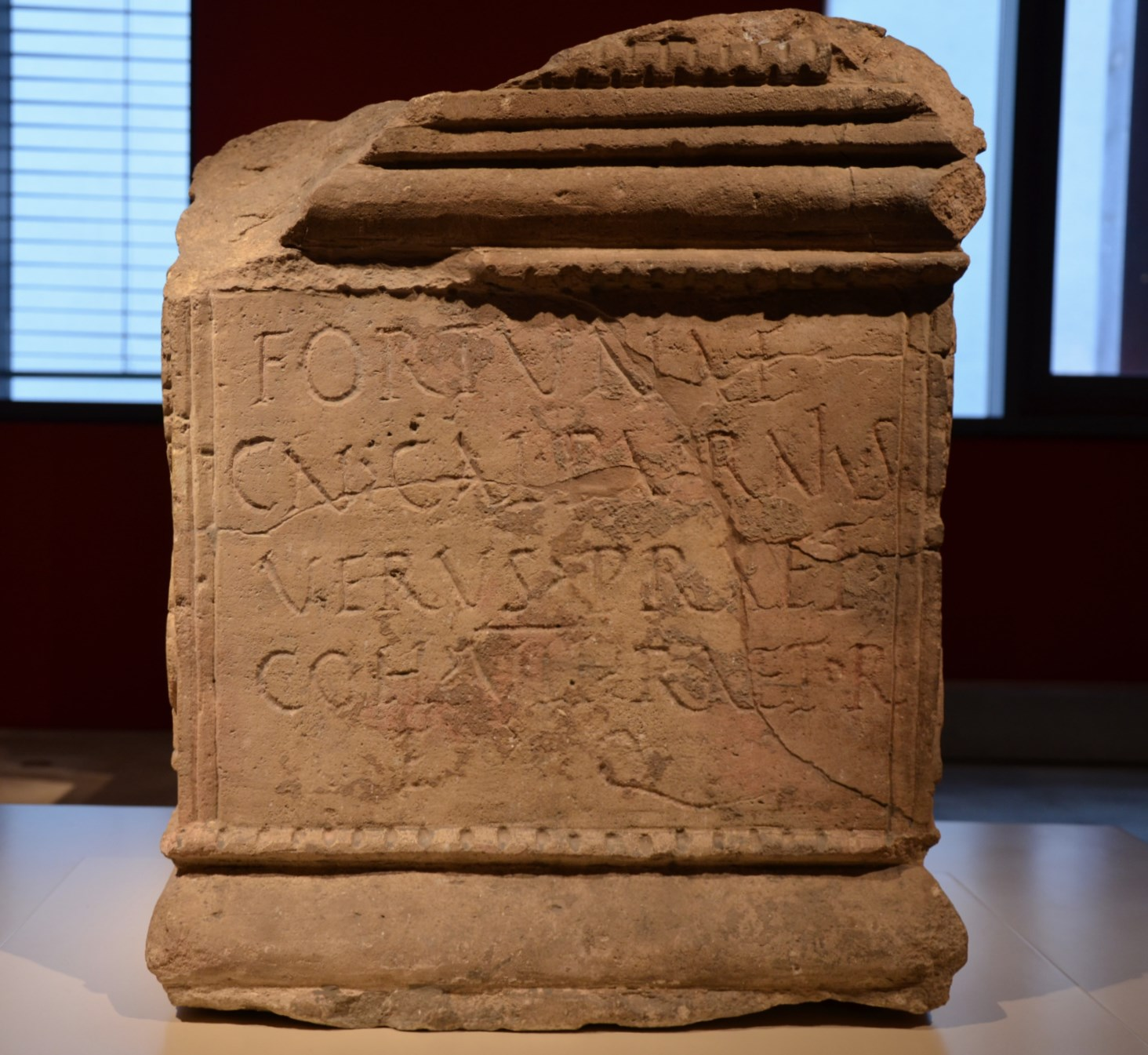
Die Weihinschrift des Präfekten Cn(aeus) Calpurnius Verus

Die Cohors VII Raetorum [Antoniniana] [equitata] (deutsch 7. Kohorte der Räter [die Antoninianische] [teilberitten]) war eine römische Auxiliareinheit. Sie ist durch Militärdiplome, Inschriften und Ziegelstempel belegt.

## Namensbestandteile
- Raetorum: der Räter. Die Soldaten der Kohorte wurden bei Aufstellung der Einheit aus dem Volk der Räter auf dem Gebiet der römischen Provinz Raetia rekrutiert.

- Antoniniana: die Antoninianische. Eine Ehrenbezeichnung, die sich auf Caracalla (211–217) oder auf Elagabal (218–222) bezieht. Der Zusatz kommt in der Inschrift (CIL 13, 7736) vor.

- equitata: teilberitten. Die Einheit war ein gemischter Verband aus Infanterie und Kavallerie. Der Zusatz kommt in mehreren Inschriften vor.

Da es keine Hinweise auf den Namenszusatz milliaria (1000 Mann) gibt, war die Einheit eine Cohors (quingenaria) equitata. Die Sollstärke der Kohorte lag bei 600 Mann (480 Mann Infanterie und 120 Reiter), bestehend aus 6 Centurien Infanterie mit jeweils 80 Mann sowie 4 Turmae Kavallerie mit jeweils 30 Reitern.

## Geschichte

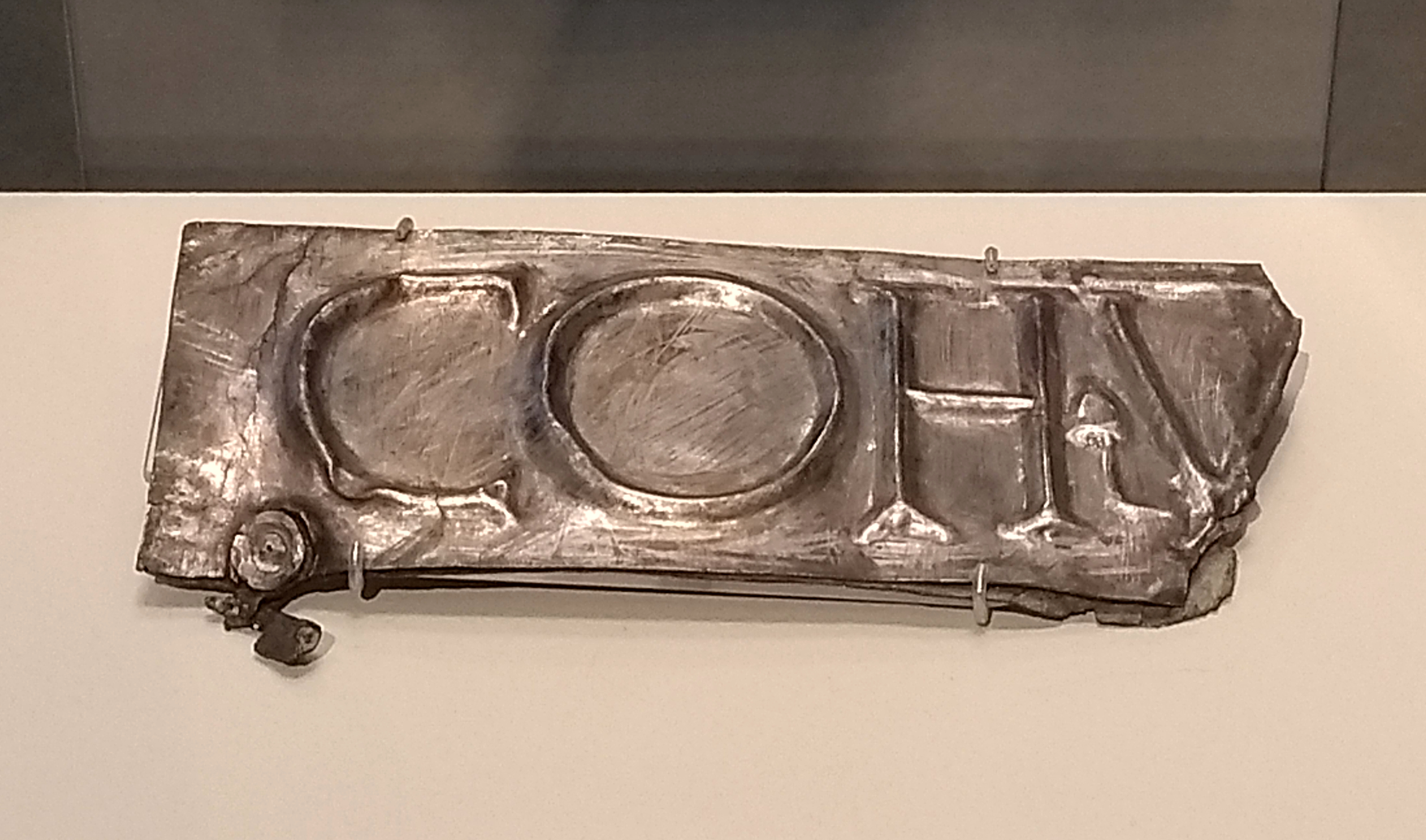
Fragment des Feldzeichens der Cohors VII Raetorum, gefunden beim Kastell Niederbieber

Die Hilfstruppeneinheiten der Räter wurden laut Tacitus zu zwei verschiedenen Zeitpunkten rekrutiert: nach der Eroberung Raetiens um 15 v. Chr. sowie um 70 n. Chr. in Folge des Helvetieraufstands.
Der erste gesicherte Nachweis der Einheit in der Provinz Germania beruht auf einem Militärdiplom, das auf das Jahr 74 n. Chr. datiert ist. In dem Diplom wird die Kohorte als Teil der Truppen (siehe Römische Streitkräfte in Germania) aufgeführt, die in der Provinz stationiert waren. Weitere Diplome, die auf 82 bis 134 datiert sind, belegen die Einheit in derselben Provinz (bzw. ab 90 in Germania superior).
Die Kohorte wurde wahrscheinlich um 260 beim Kastell Niederbieber vernichtet (siehe Kastell Niederbieber#Untergang zu den möglichen Theorien).

## Standorte
Standorte der Kohorte in Germania Superior waren möglicherweise:
- Kleinkastell Ferbach
- Kastell Niederberg: Die Weihinschriften von Cn(aeus) Calpurnius Verus und Titionius Primus wurden in Niederberg gefunden.
- Vindonissa (Windisch): Der Zahlungsbeleg des Clua wurde in Vindonissa gefunden.

Ziegel mit dem Stempel C VII R wurden in Vindonissa (CIL 13, 12457) und Zurzach (CIL 13, 12458) gefunden, solche mit dem Stempel C VII RAET EQ in Niederberg (CIL 13, 12459).

## Angehörige der Kohorte

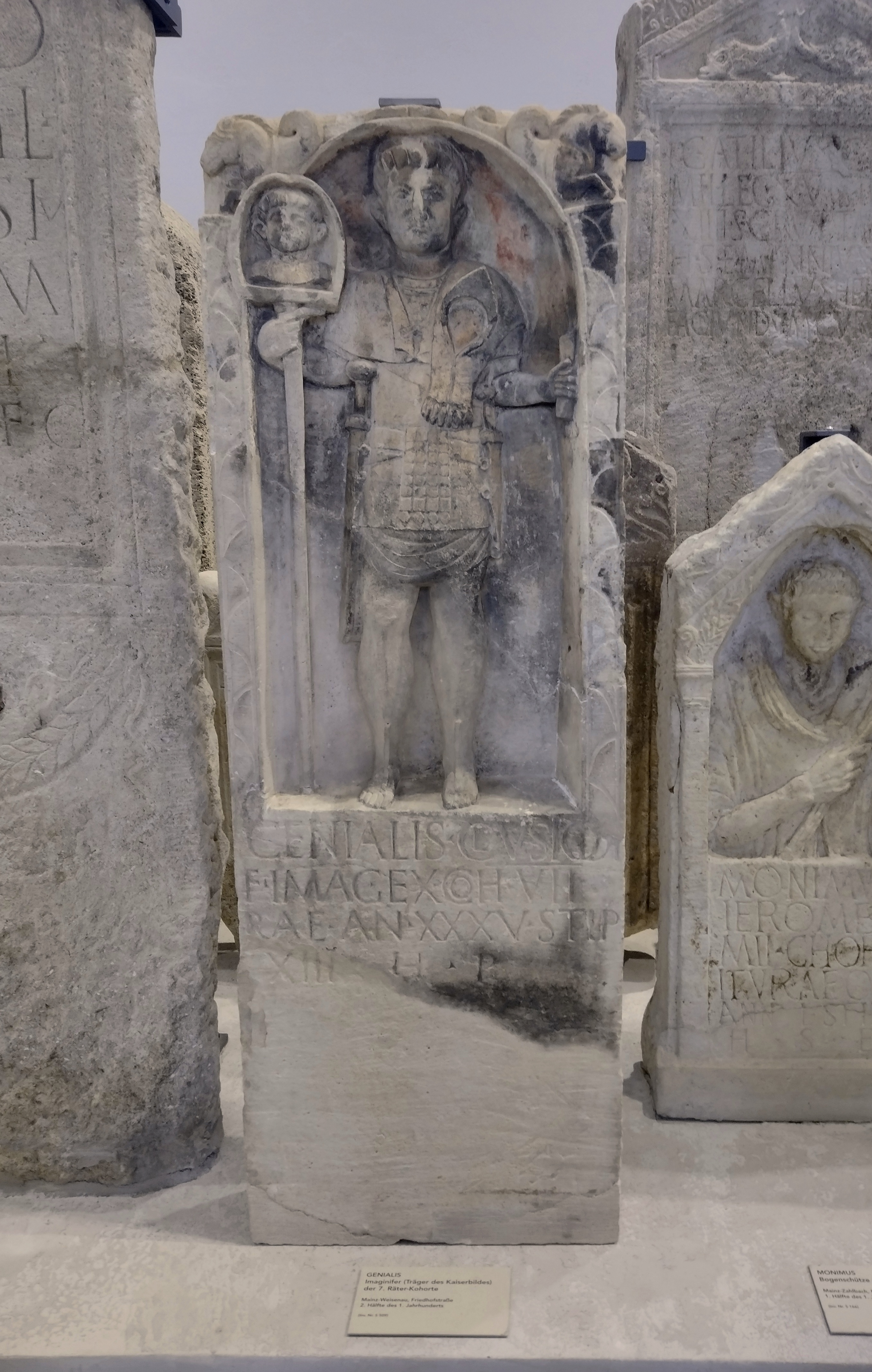
Grabstein des Imaginifer Genialis mit Darstellung des Kaiserbildnisses, 2. Hälfte des 1. Jahrhunderts, gefunden in Mainz-Weisenau, heute in der Steinhalle des Landesmuseums Mainz

Folgende Angehörige der Kohorte sind bekannt.

### Kommandeure
| - C(aius) Camurius Clemens, ein Präfekt (CIL 11, 5669); er war auch Präfekt der Ala Gallorum Petriana und Tribun der Cohors II Ulpia Petraeorum. - Cn(aeus) Calpurnius Verus, ein Präfekt (CIL 13, 7735) | - [P(ublius) Li]cinius Licinianus, ein Präfekt (CIL 2, 3237) - Ti(berius) Robilius Flaccus, ein Präfekt (um 40/53) (AE 1980, 224) |

### Sonstige
| - Albius Pudens, ein Decurio (um 38) (AE 1992, 1272) - Clua, ein Reiter (um 38) (AE 1992, 1272) | - Genialis, ein Imaginifer (CIL 13, 11868) - Titioniu[s] Primus, ein Centurio (CIL 13, 07736a) |